# مجموعة أدلة (رواية)
مجموعة أدلة هي رواية جريمة خيالية من تأليف باتريشيا كورنويل. وهو الكتاب الثاني في سلسلة دكتور كاي سكاربيتا.

## ملخص
تتورط كاي سكاربيتا، كبير الفاحصين الطبيين في فرجينيا، في قضية مقتل الكاتب الرومانسي بيريل ماديسون طعنًا في ريتشموند. بعد ذلك، يتهم محامي ماديسون الجشع كاي بفقدان أحدث مخطوطة لموكله، وهي سيرة ذاتية تعرض حياة بيريل المبكرة. مع حدوث المزيد من الوفيات واقتراب القاتل منها، تجد كاي نفسها مضطرة أيضًا إلى التعامل مع الظهور غير المتوقع لحبيبها المفقود منذ فترة طويلة مارك جيمس.

## الشخصيات
- كاي سكاربيتا: كبير الفاحصين الطبيين.
- بينتون ويسلي: محلل مكتب التحقيقات الفدرالي.[2]
- بيت مارينو: تمت ترقيته مؤخرًا إلى رتبة ملازم في قسم شرطة ريتشموند.
- مارك جيمس: عشيق كاي السابق، الذي التقت به عندما كانت في كلية الحقوق في جورج تاون.[3]
- فرانكي آيمز: صديق آل هانت غير المستقر عقليًا.
- سباراسينو: وكيل بيريل.

### الضحايا
- بيريل ستراتون ماديسون
- كاري هاربر
- ستيرلنج هاربر (انتحار)
- آل هانت (انتحار)

## روابط خارجية
- الموقع الرسمي للمؤلف